# Тартуский мирный договор между РСФСР и Финляндией
Тартуский мирный договор между РСФСР и Финляндией (Юрьевский договор между РСФСР и Финляндией) — договор, подписанный между РСФСР и Финляндией в городе Тарту (Эстония) 14 октября 1920 года по окончании гражданской войны в Финляндии и советско-финского конфликта 1918—1920 годов на северо-западе бывшей Российской империи.

## История подписания

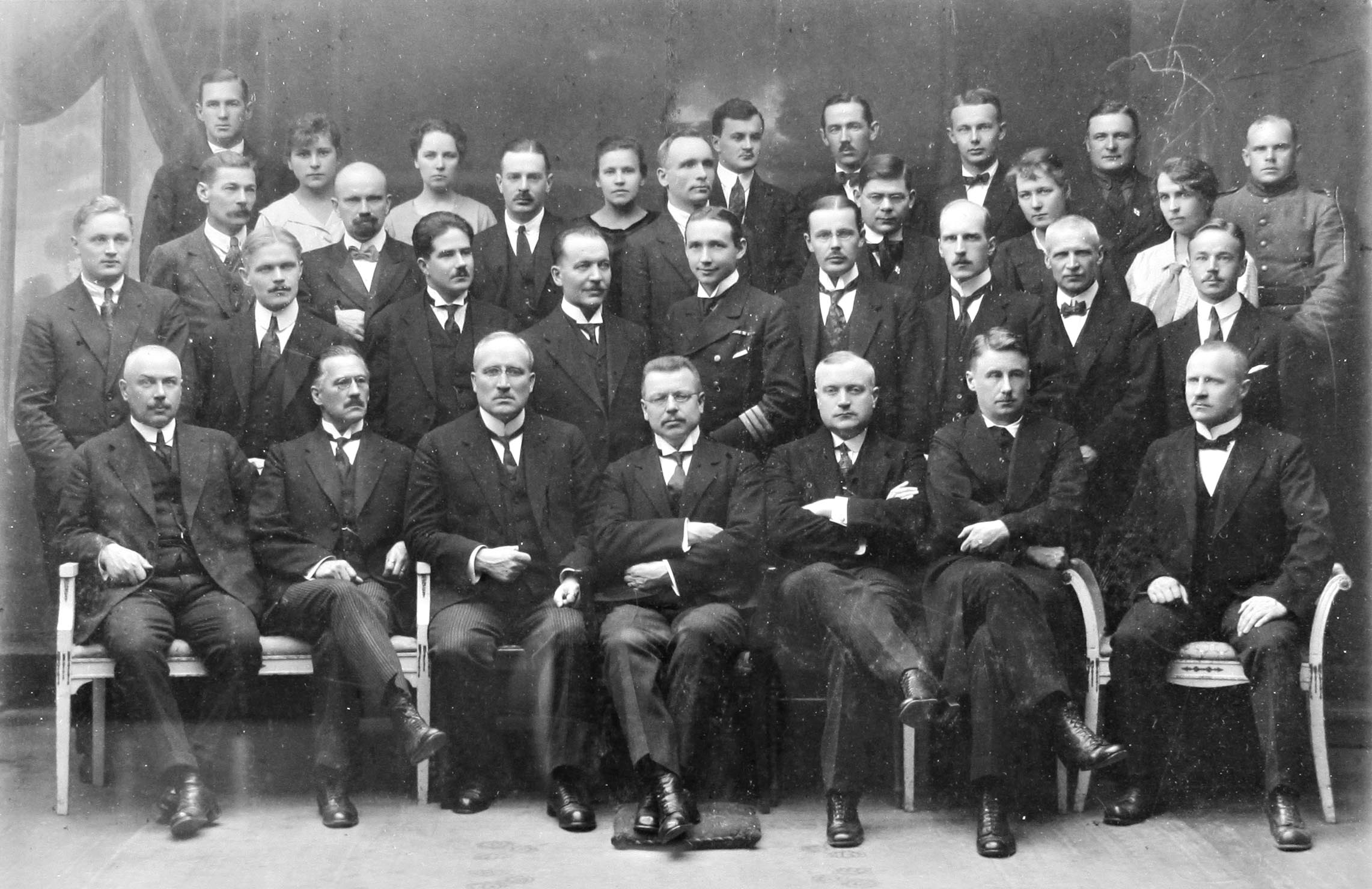
Финская делегация на переговорах

18 мая 1920 года части Красной Армии без боя вошли в Ухту (Архангельская губерния). Правительство Северокарельского государства, которое получало финансовую и военную помощь от финского правительства, бежало в село Вокнаволок, в 30 км от советско-финской границы, откуда перебралось в Финляндию.
8 июня 1920 года в Петрозаводске было образовано автономное областное объединение Карельская трудовая коммуна. В неё были включены населённые карелами местности Олонецкой и Архангельской губерний: город Петрозаводск, карельские волости Олонецкого, Петрозаводского и Повенецкого уездов.
В июне 1920 года Паасикиви возглавил делегацию Финляндии на мирные переговоры с Советской Россией, чьё политическое положение заметно укрепилось. Паасикиви прекрасно знал русский язык и слыл знатоком России. Отправляясь на переговоры, финны были далеки от единства и не смогли преодолеть разногласия между собой. Министр иностранных дел Р. Холсти хотел провести новую границу вдоль Ладоги через Онежское озеро до Белого моря, присоединив, таким образом, всю Восточную Карелию к Финляндии. По мнению же Паасикиви, следовало присоединить лишь те территории, население которых само этого пожелает.
Советское правительство же надеялось получить часть Карельского перешейка и острова Финского залива.
В июле 1920 года красноармейцы смогли выбить финских солдат с большей части Восточной Карелии. Финские войска оставались только в Ребольской и Поросозерской волостях.

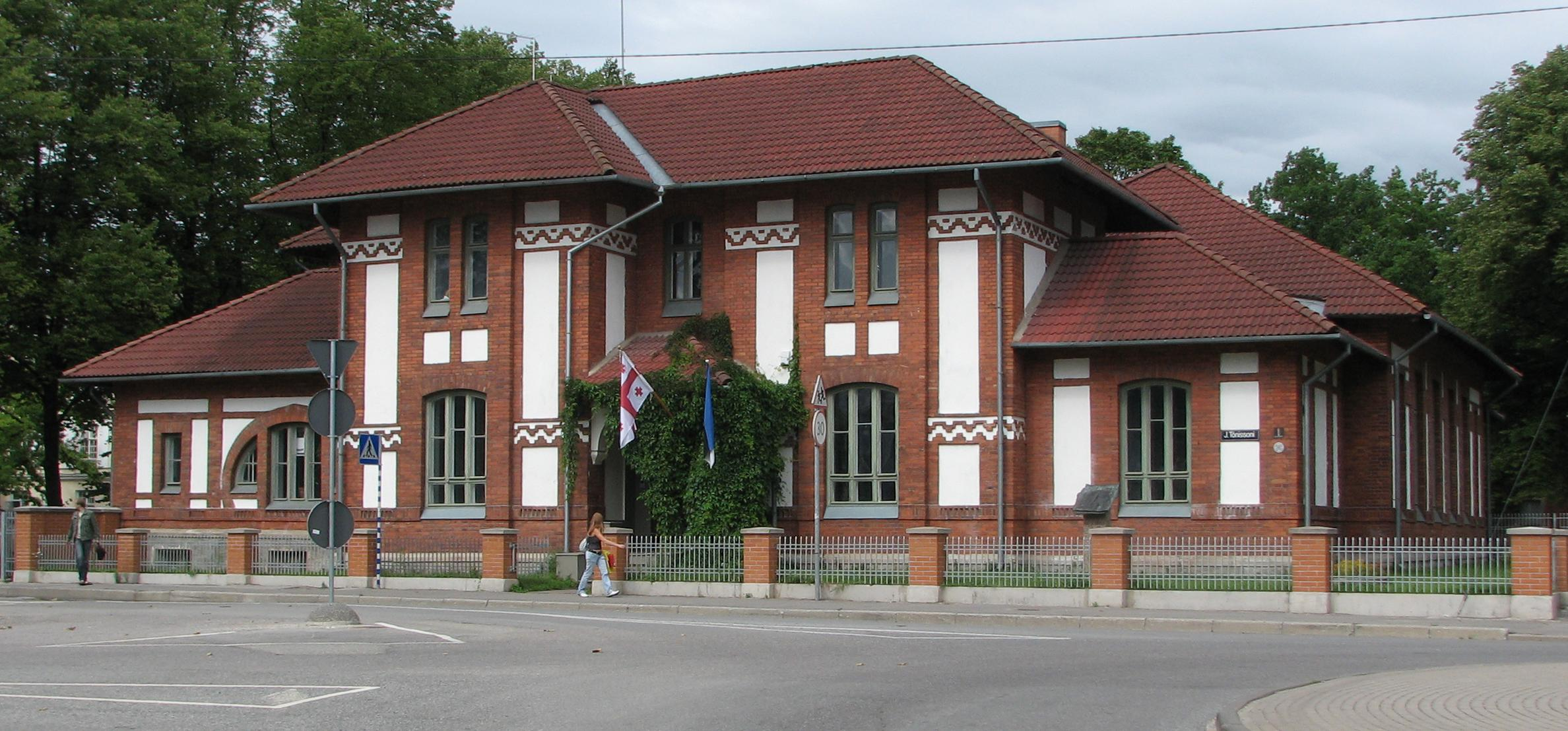
Здание Общества эстонских студентов

14 октября 1920 года, после четырёхмесячных переговоров, договор был подписан.
Место подписания: город Тарту (до 1920 года — г. Юрьев), ул. Вильянди, дом Общества эстонских студентов (современный адрес: ул. Тыниссони 1 / эст. J. Tõnissoni 1)
Текст договора был составлен на русском, финском и шведском языках, на каждом — в 2 экземплярах. Договор содержит 39 статей, касающихся различных сторон советско-финляндских отношений. Все тексты равнозначны, равноправны. Кроме того, при обмене ратификационными грамотами 31 декабря 1920 года был подписан текст договора на французском языке, также в 2 экземплярах, равнозначных, равноправных для толкования. Таким образом, каждая сторона получила текст договора на четырёх языках — единственный случай в мировой дипломатической истории при договоре двух стран.
Договор был ратифицирован ВЦИК РСФСР 23 октября 1920 года. Парламент Финляндии одобрил договор 1 декабря 1920 года и 11 декабря 1920 года президент Финляндии Стольбергом ратифицировал договор. В декабре того же года Финляндия стала членом Лиги Наций, которую Советская Россия рассматривала как семейный клуб стран-победительниц.
Подписанием договора закончилась трёхлетняя война и оккупация Финляндией ряда приграничных волостей Советской России. Договором была определена новая советско-финская государственная граница и отмечены земельные уступки в пользу Финляндии. Руководитель финской делегации Паасикиви признал впоследствии, что полученная в результате договора граница была для Финляндии слишком хороша, чтобы оставаться постоянной..
Установленная договором граница сохранялась до 1940 года, когда по итогам советско-финской войны 1939−1940 г. между СССР и Финляндией был подписан Московский мирный договор, закрепив ряд земельных уступок в пользу СССР.

## Результаты подписания договора

### Территориальные
- К Финляндии в Заполярье отходила вся Печенгская волость (Петсамо), также западная часть полуострова Рыбачий, от губы Вайда до залива Мотовского, и большая часть полуострова Средний, по линии, проходящей через середину обоих его перешейков, с условием свободного транзита через этот район в Норвегию и обратно.
- Все острова, к западу от ограничительной линии в Баренцевом море, также отходили к Финляндии: острова Кий (Большой и Малый) и Айновские острова[7].
- Оккупированные финскими войсками волости в Восточной Карелии, Ругозерская, Ребольская и Поросозерская, возвращались в состав Карельской трудовой коммуны.
- Морская граница в Финском заливе устанавливалась от устья реки Сестры до мыса Стирсудден, затем поворачивала к острову Сейскари (Лесной) и острову Лавенсаари (Мощный), и обойдя их с юга, шла к устью реки Наровы — тем самым РСФСР была лишена выхода в международные воды.

### Стратегические
- Финляндия нейтрализовывала в военном отношении принадлежащие ей острова Финского залива.
- Финляндия обязывалась не содержать в своих территориальных водах в Северном Ледовитом океане авиацию и подводный флот, а военный надводный флот должен быть ограничен судами береговой охраны.
- Финляндия обязалась в течение одного года разрушить форты Ино и Пумола на Карельском перешейке.
- Финляндия не имела права строить артсооружения, сектор обстрела которых выходил бы за границы финских территориальных вод.
- Обе стороны могли иметь на Ладожском озере и впадающих в него реках и каналах военные суда водоизмещением не более 100 тонн, и с артиллерией, не превышающей калибр 47 мм.
- РСФСР имела право проводить по южной части Ладожского озера и по обводному каналу военные суда в свои внутренние воды.
- Финским торговым судам с мирным грузом давалось право свободного прохода по реке Неве в Ладожское озеро из Финского залива и обратно.

### Политические
Тартуский договор для Финляндии отменял действие Фридрихсгамского мирного договора от 1809 года между Россией и Швецией, по которому Финляндия вошла в состав Российской империи.